# Fenadoxon
Fenadoxon, summaformel C23H29NO2, systematiskt namn 6-morfolin-4-yl-4,4-difenyl-heptan-3-on, är ett opioidanalgetiskt av klassen med öppen kedja (metadon och närstående) som uppfanns i Tyskland av Hoechst 1947. Det är en av en handfull användbara syntetiska analgetika som användes i USA under olika lång tid under de följande 20 åren efter slutet av andra världskriget men som drogs tillbaka från marknaden av olika eller okända anledningar och som nu mestadels finns i schema I i USA:s kontrollerade ämnen Act från 1970, eller som fenazocin och bezitramid i schema II men inte produceras eller marknadsförs i USA. Andra på denna lista är ketobemidon (Ketogin), dextromoramid (Dimorlin, Palfium och andra), fenazocin (Narphen och Prinadol), dipipanon (Diconal, Pipadone och Wellconal), piminodin (Alvodine), propiram (Algeril), anileridin (Leritin) och alfaprodin (Nisentil).

## Användning
Fenadoxon har amerikansk DEA ACSCN 9637 och har haft en noll årlig tillverkningskvot enligt Controlled Substances Act 1970. Dess tillbakadragande från amerikansk distribution före utfärdandet av nämnda lag är en stor del av orsaken till dess schema I-beteckning. Det används dock som en legitim medicin i andra länder och konsumtionen ökar över hela världen som anges nedan.
Fenadoxon anses allmänt vara ett starkt opioidanalgetikum och regleras på ungefär samma sätt som morfin där det används. Den vanliga startdosen är 10-20 mg och den har en varaktighet av smärtstillande effekt på 1 till 4 timmar. Fenadoxon används inte nu (2022) för andra ändamål än smärtlindring.
Den globala konsumtionen av fenadoxon har faktiskt ökat något de senaste åren enligt en ny rapport från Världshälsoorganisationen. Liksom sin läkemedelsunderkategori prototypmetadon kan fenadoxon användas som opioidanalgetikum i Brompton cocktail. Fenadoxon används numera mest i Danmark och olika länder i Östeuropa.
Preparatet används inte som läkemedel i Sverige.

## Säkerhet
Substansen är narkotikaklassad och ingår i förteckningen N I i 1961 års allmänna narkotikakonvention, samt i förteckning II i Sverige.